# Mimosa setistipula
Mimosa setistipula är en ärtväxtart som beskrevs av George Bentham. Mimosa setistipula ingår i släktet mimosor, och familjen ärtväxter. IUCN kategoriserar arten globalt som starkt hotad. Inga underarter finns listade i Catalogue of Life.